# The Polite Force (Egg)
The Polite Force is het tweede album van de Britse progressieve rock-band Egg.
De bezetting van Egg nodigt uit om de muziek te vergelijken met Emerson, Lake & Palmer, een trio met een begaafde toetsenist en een basgitarist die ook zanger is. De muziek is ook te vergelijken, ook progressieve rock, zij het dat Stewart niet de neiging heeft steeds zijn vingervlugheid te tonen, zoals Keith Emerson dat doet. Vooral het tweede nummer is erg verrassend door het vreemde ritme en door de koperblazers.

## Tracklist
1. A Visit To Newport Hospital - 8:25 (Campbell)
2. Contrasong  - 4:21 (Campbell)
3. Boilk (incl. Bach: Durch Adams Fall Ist Ganz Verdebt) - 9:23 (Brown, Campbell, Stewart)
4. Long Piece No.3 - 20:42 (Brooks, Campbell, Stewart)
  1. Long Piece No.3 (Part 1) - 5:08
  2. Long Piece No.3 (Part 2) - 7:38
  3. Long Piece No.3 (Part 3) - 5:03
  4. Long Piece No.3 (Part 4) - 2:51

## Bezetting
- Dave Stewart: orgel, piano, toongenerator
- Mont Campbell: basgitaar, zang
- Clive Brooks: drums

Gastoptreden in nummer 2 (Contrasong):
- Henry Lowther: trompet
- Mike Davis: trompet
- Bob Downes: tenorsaxofoon
- Tony Roberts: tenorsaxofoon